# 施乾
施 乾（し かん、1899年〈明治32年〉 - 1944年〈昭和19年〉）は、日本統治時代の台湾の土木技師、慈善家。貧民救済事業を展開し、愛愛寮（現在の私立愛愛院）を創立した。

## 生涯
台北県滬尾（現在の新北市淡水区）の出身。台北工業学校（現在の国立台北科技大学）土木建築科を卒業後、1919年から台湾総督府に殖産局商工課技士として勤務した。艋舺地区（現在の台北市万華区）の貧民の調査を命じられ、艋舺龍山寺一帯に集まった大量の貧民を見てその惨状を目の当たりにし、それら貧民救済の目的から、自身の財産と友人の援助を元に1922年に愛愛寮を創設した。各地から貧民を集めて体を洗わせ、十分な食事を与えて生きるために必要な技能を学ばせた。1924年に慈善事業に専念するために総督府を退職した。京都出身の清水照子は施乾の慈善事業に邁進する姿に心を打たれ、1933年4月5日に施乾と結婚した。
1944年に脳溢血により死去。その後も愛愛寮の活動は妻の照子を初めとするその家族によって継続された。
| スタブアイコン | サブスタブ | この項目は、まだ閲覧者の調べものの参照としては役立たない、人物に関連した書きかけの項目です。この項目を加筆・訂正などしてくださる協力者を求めています（P:人物伝/PJ:人物伝）。 |